# Anastasia Baryshnikova
Anastasia Baryshnikova (19 de dezembro de 1990, Cheliabinsk) é uma taekwondista russa.
Anastasia Baryshnikova competiu nos Jogos Olímpicos de 2012, na qual conquistou a medalha de bronze.